# Шнапцев, Максим Андреевич
Максим Андреевич Шнапцев (род. 19 апреля 2004, Москва) — российский футболист, защитник клуба «Пари Нижний Новгород».

## Игровая карьера
Воспитанник московского «Локомотива». За команды клуба провёл 43 матча в Молодёжной и Юношеской футбольных лигах, забив один мяч и сделав три результативные передачи. За юношеские сборные России сыграл 20 матчей.
Летом 2023 года заключил контракт на 4 года с клубом «Пари Нижний Новгород». 22 июля 2023 года, выйдя на замену на 55-й минуте матча 1-го тура чемпионата против санкт-петербургского «Зенита» (0:2), дебютировал в российской премьер-лиге.